# Triphragmium
Triphragmium Link – rodzaj grzybów z rzędu rdzowców (Pucciniales).

## Systematyka i nazewnictwo
Pozycja w klasyfikacji według Index Fungorum: Triphragmium, Raveneliaceae, Pucciniales, Incertae sedis, Pucciniomycetes, Pucciniomycotina, Basidiomycota, Fungi.
Takson ten zdiagnozował w 1816 r. Johann Heinrich Friedrich Link i jego diagnoza jest uznana przez Index Fungorum.

## Gatunki
- Triphragmium acaciae Cooke 1880
- Triphragmium filipendulae (Lasch) Pass. 1875
- Triphragmium graminicola Beeli 1922
- Triphragmium grande P. Karst. 1905
- Triphragmium nishidanum Dietel 1902
- Triphragmium schwarzmanianum Pisareva 1964
- Triphragmium ulmariae (DC.) Link 1825
- Triphragmium vassilievae Azbukina 1972

Nazwy naukowe na podstawie Index Fungorum.